# Dny NATO v Ostravě
Dny NATO v Ostravě & Dny Vzdušných sil AČR (anglicky NATO Days in Ostrava & Czech Air Force Days) jsou největší bezpečnostní přehlídkou v České republice. Jejím cílem je prezentovat široké veřejnosti vojenské prostředky, kterými disponuje Česká republika, její spojenci z NATO i další spřátelené státy na poli zajišťování bezpečnosti, jak mezinárodní (vojenské), tak vnitrostátní. Akce se koná každoročně od roku 2001. První dva ročníky se konaly v říjnu, v Ostravě na Černé louce. Od roku 2003 akce probíhá na letišti Leoše Janáčka, ležícího nedaleko měst Studénka a Příbor. Mezi lety 2003 až 2007 se akce konala v polovině září. Od roku 2008 se akce koná během třetího víkendu v září a od roku 2009 je dvoudenní. V roce 2009 zároveň došlo k přesunu akce na jinou část letiště. Vstup na akci byl s výjimkou roku 2021 (kvůli koronavirovým omezením) vždy zdarma. 

## Obsah přehlídky
Součástí Dnů NATO jsou besedy, filmové projekce, semináře a prezentace vojenské a záchranářské techniky končící víkendovým programem na letišti. Ten se skládá z prezentace těžké vojenské, policejní i záchranářské techniky, ukázek výcviku speciálních jednotek, leteckých ukázek a prezentace výzbroje, výstroje a vybavení útvarů. Prezentuje se zde Armáda České republiky, Hasičský záchranný sbor České republiky a Policie České republiky a také Celní správa, Vězeňská služba České republiky, Městská policie a další útvary.
Při příležitosti konání této akce je také vybraným osobnostem udělována Česká a slovenská transatlantická cena.
Ročník 2021 byl zpoplatněn a počet vstupenek byl omezen, zároveň byl vstup povolen pouze s platným Covid pasem. V roce 2022 byla tato omezení opět zrušena.

## Organizátor
Hlavním organizátorem akce je spolek Jagello 2000. Spolu s ním se mezi hlavní organizátory řadí Generální štáb Armády České republiky, Hasičský záchranný sbor Moravskoslezského kraje, Krajské ředitelství policie Moravskoslezského kraje, Zdravotnická záchranná služba Moravskoslezského kraje a Letiště Leoše Janáčka Ostrava.

## Partneři
Dlouhodobě akci podporuje Ministerstvo obrany České republiky, Ministerstvo zahraničních věcí České republiky, Moravskoslezský kraj, Statutární město Ostrava a Public Diplomacy Division NATO. Kromě těchto institucí mezi dlouhodobé partnery patří také společnosti ze soukromého sektoru.

## Ročníky

### 2001

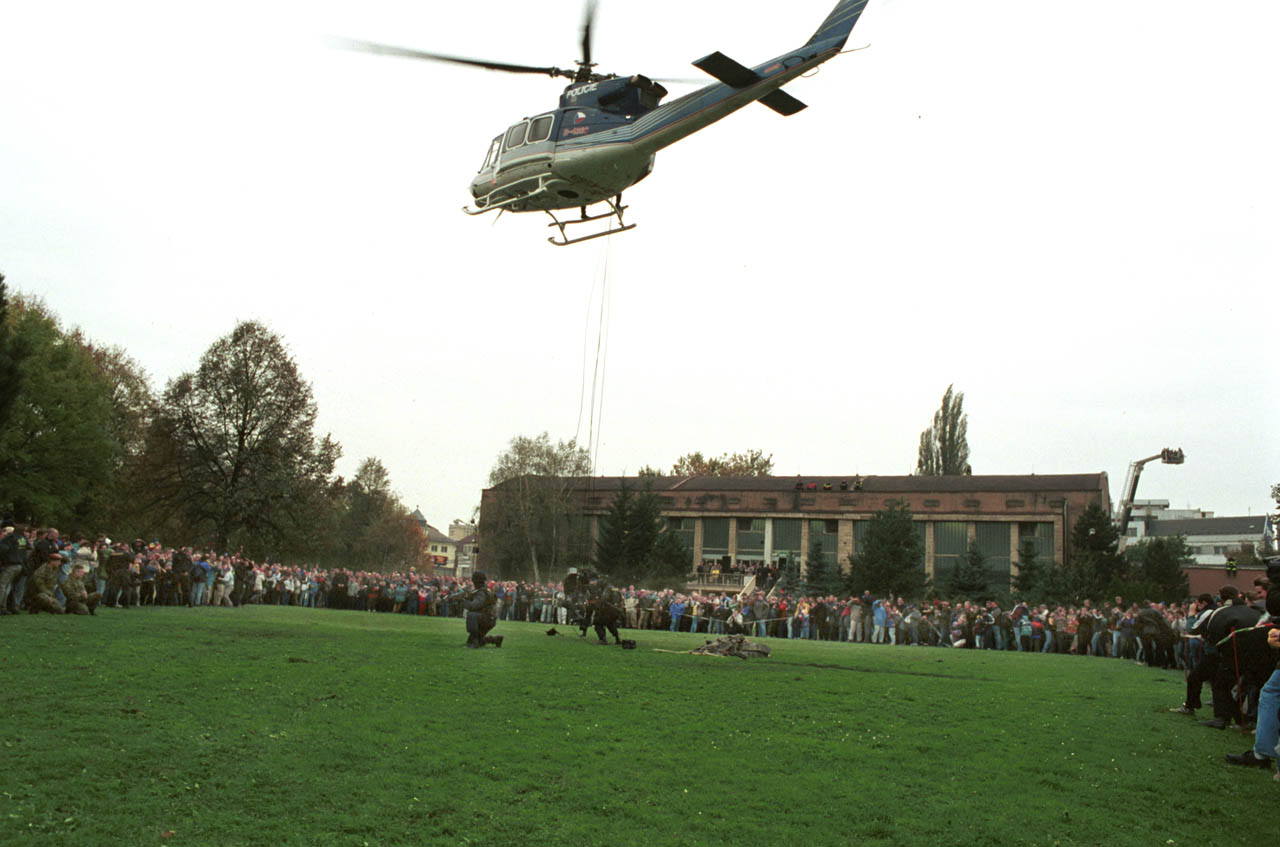
Ukázka vrtulníku 2001

První ročník se konal na výstavišti Černá louka v centru Ostravy v pátek odpoledne.  Diváci měli možnost zhlédnout speciální armádní a záchranářskou techniku, výstroj a výzbroj speciálních a průzkumných jednotek, výcvik výstroj a výzbroj příslušníků policie, ukázky zásahů protiteroristického komanda, vyhledávání drog, zbraní, hasičů a záchranářů a řadu dalších prezentací.
Představili se rovněž elitní výsadkáři z Bialsko-Bialej a Polsko se tak stalo historicky první zahraniční zemí, která se Dne NATO v Ostravě zúčastnila.

### 2002

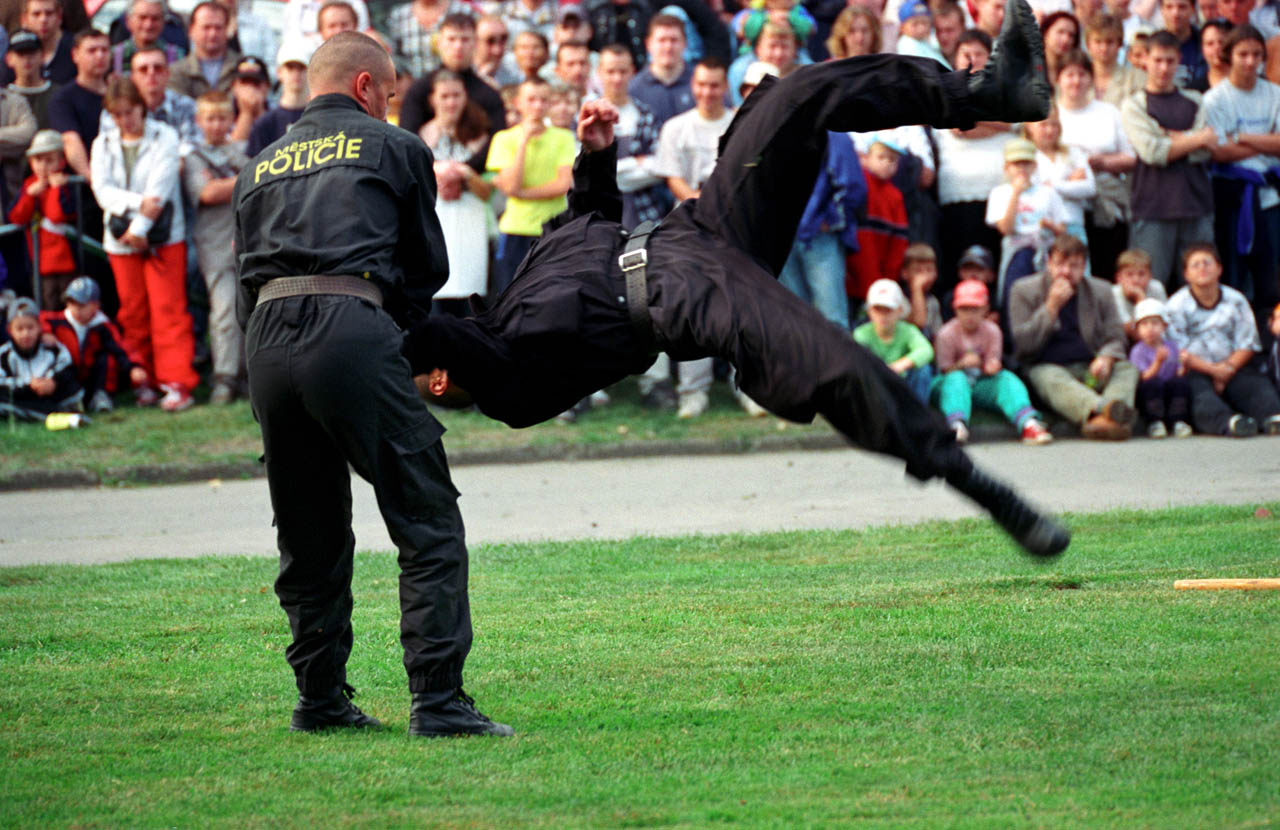
Ukázka policie 2002

Druhého ročníku, který se opět konal na Černé louce, se účastnila první nečlenská země NATO – Slovensko, které svou účastí aktivně podporovalo svoji kandidaturu mezi členské země na nadcházejícím pražském summitu NATO. Slovensko vyslalo svou nejelitnější bojovou jednotku – 5. pluk speciálního určení z Žiliny.

### 2003
Od třetího ročníku se akce pravidelně koná v polovině září na Letišti Leoše Janáčka Ostrava, jehož prostředí umožňuje provádění letových ukázek. Mezi pravidelné účastníky se zařadily speciální jednotky Vězeňské služby a Generálního ředitelství cel Celní správy ČR, čímž se významně rozšířilo spektrum civilních složek a jednotek integrovaného záchranného systému. Vrcholem programu byla letová ukázka bojového vrtulníku Mi-24.
Připojil se třetí zahraniční účastník - Velká Británie. Ta prezentovala svůj výcvikový tým BMATT z Vyškova a od tohoto roku se účastní téměř každoročně.

### 2004
V rámci čtvrtého ročníku bylo vůbec poprvé umožněno návštěvníkům v České republice vstoupit na palubu letounu včasné výstrahy E-3A Sentry „AWACS“ z letecké základny NATO v německém Geilenkirchenu. Další bylo prezentováno kompletního vybavení polní nemocnice nebo výcviku protichemické jednotky z Liberce.

### 2005
Pátého ročníku se účastnilo vůbec první zahraniční letectvo, britské Royal Air Force. Jeho dva supersoniky Tornado F3 ze základny v skotském Leuchars se měly původně prezentovat pouze na statické ukázce, avšak nakonec se jeden stroj účastnil finále programu. Tornada F3 ze 111. squadrony RAF se Dnů NATO v Ostravě účastnila až do roku 2010.
Součástí pátého ročníku byla kombinovaná ukázka Společných sil Armády České republiky za účasti tří tanků T-72M4CZ, tří bojových vozidel pěchoty BVP-2, vyprošťovacího tanku a vrtulníků Mi-17 a W-3A Sokol. Premiéru na veřejnosti měl pasivní sledovací systém Věra.
Skupina operativního nasazení Celní správy předvedla ukázku zásahu na cisternu převážející přes hranice běžence, při které bylo použito přímo vozidlo zabavené pašerákům.
Významnou součástí akce bylo finále Mistrovství Evropy v požárním sportu hasičů a záchranářů.

### 2006

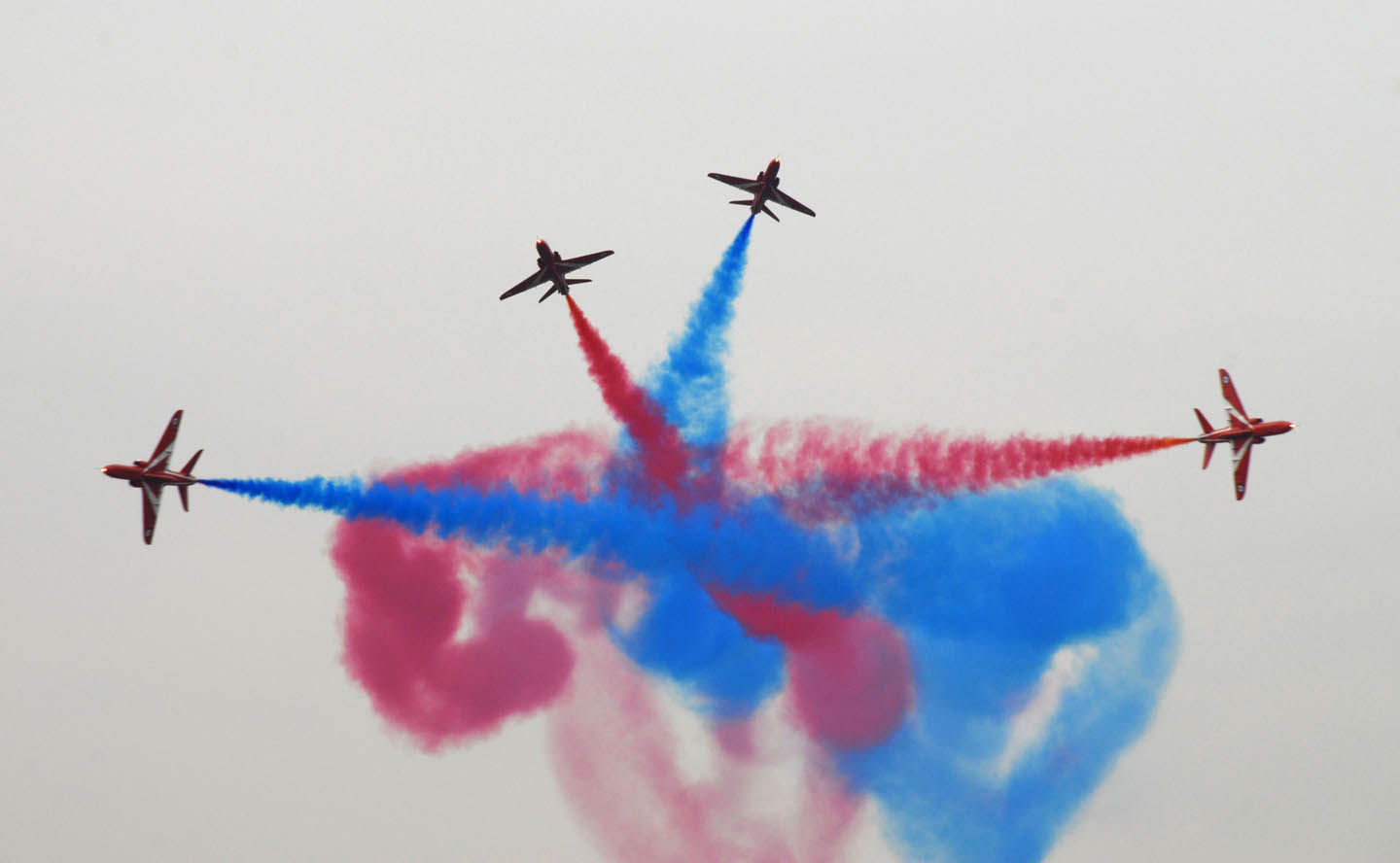
Vystoupení Red Arrows, 2006

Šestý ročník byl ve znamení největší účasti britského královského letectva Royal Air Force. RAF na mošnovské letiště vyslalo celkem 21 letounů různých typů. 
Součástí bylo vystoupení akrobatické skupiny Red Arrows a také letová ukázka britské verze letounu AWACS, E-3D.
Akce se také poprvé zúčastnilo Letectvo Spojených států amerických, a to se dvěma supersoniky F-15C Eagle a dvěma F-15E Strike Eagle.
Dále byla součástí přehlídky takřka hodinová simulace bojové situace v podání jednotek české armády, která představila i neobvyklou součást svého vybavení v podobě vznášedla Pegas 4M.

### 2007

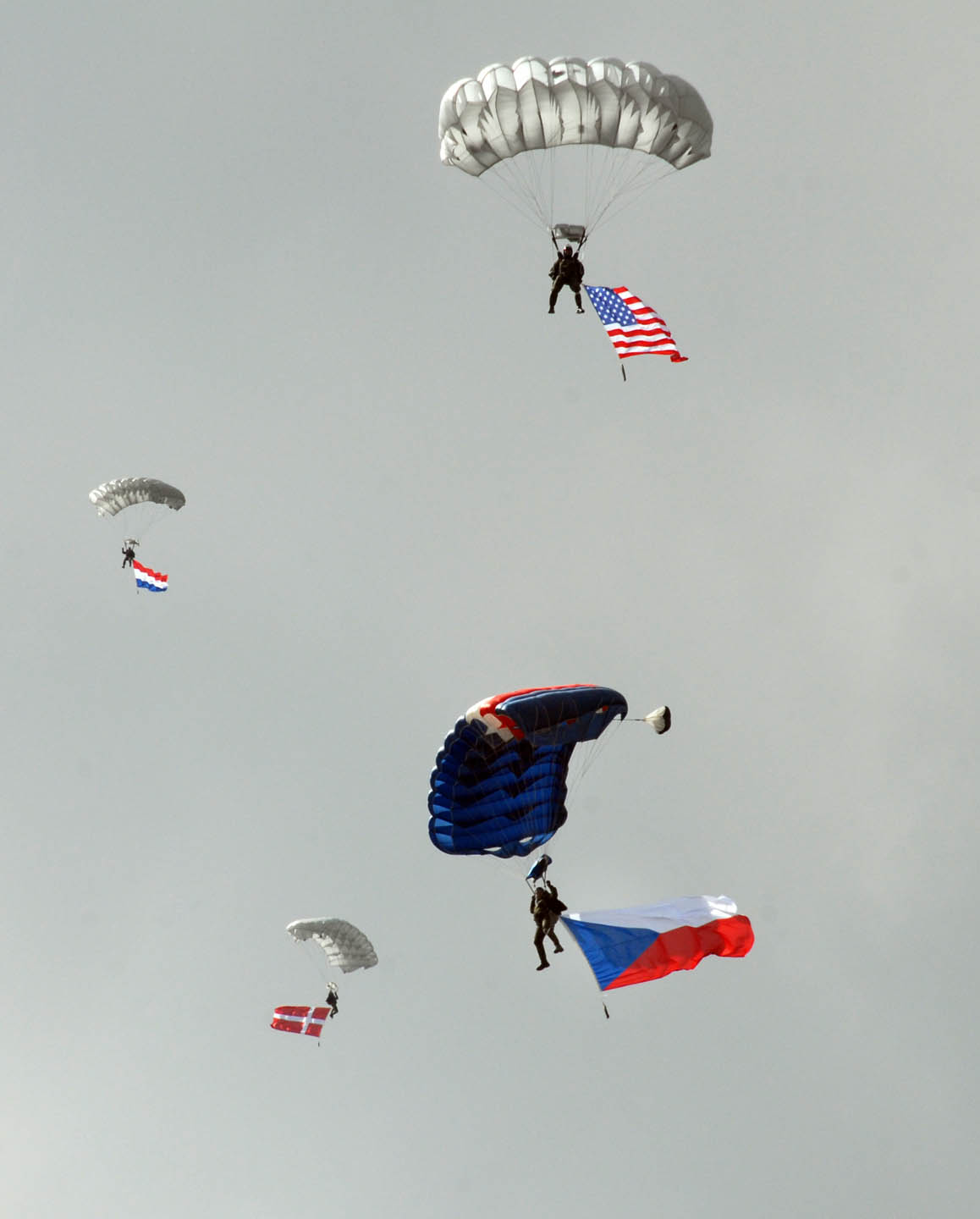
Seskok parašutistů, 2007

Během sedmého ročníku byly k vidění tři zástupci evropských bojových letadel – britského Eurofighter Typhoon F2, českého JAS-39 Gripen a F-16C Block 52+ polských vzdušných sil. V případě britského Typhoonu F2 šlo o jeho vůbec první přistání ve střední a východní Evropě. Na mošnovském letišti ho osobně přivítal gen. Zdeněk Škarvada, přímý účastník leteckých bojů druhé světové války.
Dále vystoupil americký Viper East Demo Team na F-16CJ Fighting Falcon a španělský F-18 Hornet. Proběhla ukázka vysoké pilotáže C-17 Globemaster III, který se pak představil i na statické ukázce. 
Vojenský historický ústav představil izraelský tank Merkava Mk. I - jediný svého druhu ve sbírkách mimo území Izraele. Ostravská a katowická speciální policejní zásahová jednotka provedla ukázku osvobození rukojmích z letadla.

### 2008
V roce 2008 se aktéři museli vypořádat s nízkou teplotou, deštěm a zejména nízkou oblačností. Vystoupila španělské akrobatická skupina Patrulla Águila, nizozemský F-16 Demo Team a RAF Hawk Demo Team. K vidění byly také dva typy letounu AWACS - alianční E-3A a britský E-3D.
Dále proběhla přehlídka ukrajinského těžkého transportního letounu An-124 Ruslan, který se široké veřejnosti představil na mošnovském letišti po dvaceti letech.

### 2009
Devátý ročník byl ve znamení velkých organizačních změn. Jednak došlo k přesunu do jiné části letiště a jednak byl program rozšířen na celý víkend. Součástí bylo vystoupení britského Typhoon Display Teamu, na zemi pak ukázka polského obrněného transportéru Rosomak či společný simulovaný zákrok české a slovenské zásahové jednotky celní správy.
Představen byl i největší sériově vyráběný transportní letoun na světě C-5 Galaxy amerického letectva. Tohoto roku též akce zaznamenala největší počet nově zúčastněných států, který posléze překonal jen rok 2011.

### 2010

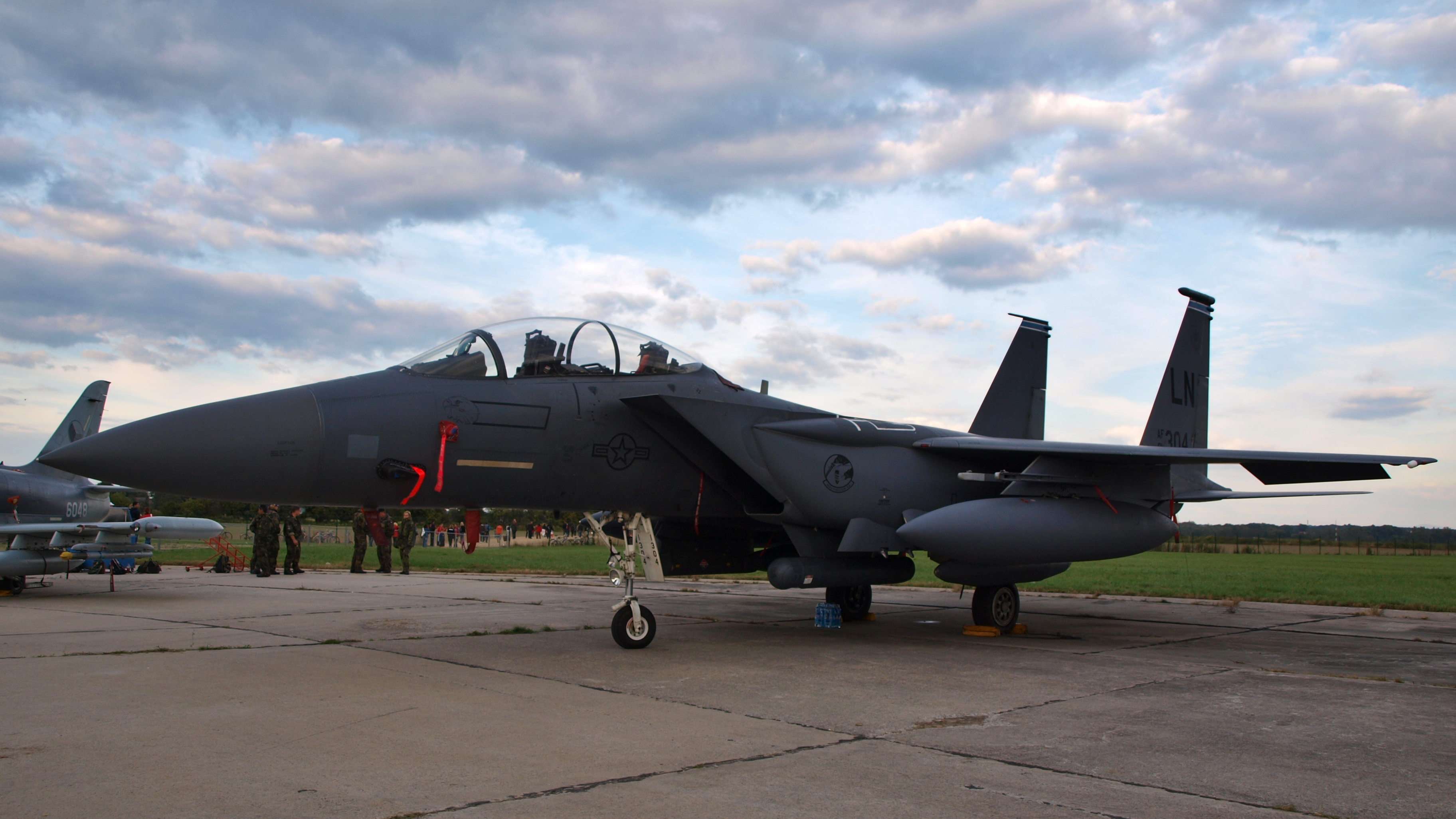
F-15E na Dnech NATO v Ostravě v roce 2010

Desátý ročník Dnů NATO v Ostravě se díky rozhodnutí gen. Jiřího Vernera stal rovněž prvním ročníkem Dnů Vzdušných sil AČR. Byl představen americký strategický bombardér B-52H Stratofortress. Derniérou byla akce pro dva letouny britské RAF - stíhací letoun Tornado F.3, který provedl ukázku s veteránem z druhé světové války Hurricane Mk.I, a stíhací letoun Harrier GR.9, jenž byl v roce 2011 vyřazen z britské armády v rámci škrtů v britském obranném rozpočtu.
Dnů NATO se v roce 2010 podle odhadů zúčastnilo asi 185 tisíc návštěvníků.

### 2011
Přehlídky se zúčastnila akrobatická skupina Turkish Stars létající na nadzvukových letounech NF-5. Spolu s ní měla vystoupit i britská Red Arrows, která na poslední chvíli odřekla. Jedinou další akrobatickou skupinou tak byli Baltic Bees z Lotyšska se stroji L-39.
Izraelské vojenské letectvo se na pozemní ukázce prezentovalo dvěma stíhačkami F-15D Baz a jedním transportním C-130 Hercules. Tento typ se mimochodem na ploše představil v počtu čtyř kusů třech různých států. Ze tří zemí pocházely rovněž letouny Eurofighter Typhoon - na statické ukázce byly k vidění německý a italský, ve vzduchu pak rakouský.
Česká a polská policejní zásahová jednotka předvedly záchranu rukojmích z uneseného letadla a v společné ukázce s SON české celní správy se představila také zásahová jednotka německých celníků, pro které to byla teprve druhá prezentace na veřejnosti a první mimo území Německa.

### 2012
V tomto ročníku poprvé čeští letci s Gripeny ve spolupráci s francouzským tankerem C-135FR předvedli simulaci tankování za letu a poprvé do Ostravy dorazily dva americké strategické bombardéry B-52 Stratofortress, z nichž jeden se předvedl v letové ukázce. Po šesti letech se předvedli akrobaté z britské skupiny Red Arrows a ve své zahraniční premiéře se předvedl francouzský tým Ramex Delta s dvojicí letounů Mirage 2000N.
Byla uspořádána společná ukázka policejní zásahové jednotky z Ostravy a zásahové jednotky SPAP z polských Katovic, které simulovaly osvobození budovy organizačního štábu z rukou teroristů, a to i s využitím výsadku z vrtulníku Mi-8 polské policie.
Součástí ročníku bylo připomenutí 10. výročí přelomového summitu NATO v Praze, který rozhodl o rozšíření Aliance o sedm středoevropských a východoevropských zemí.
Poprvé byla v rámci Dnů NATO předávána Česká a slovenská transatlantická cena. Dnů NATO se v roce 2012 podle odhadů zúčastnilo asi 208 tisíc návštěvníků.

### 2013
Ročník 2013 posloužil k připomenutí výročí 20 let od vzniku samostatné České republiky a jejích ozbrojených sil. To bylo připomenuto jak výročním logem akce, tak společným průletem strojů českého a slovenského letectva. Mezi další ukázky patřilo tankování za letu v provedení českých Gripenů a švédského tankeru KC-130 a ukázka strategické přepravy nákladním letounem An-124 Ruslan z aliančního programu SALIS.
Své vystoupení měla akrobatická skupina Turkish Stars, která se na Mošnov vrátila po dvou letech, Patrulla ASPA, která se v České republice představila vůbec poprvé, či švédské historické letouny Viggen a Saab 105.
Proběhly ukázky zásahů, v nichž se představili elitní čeští a polští policisté i speciální jednotky českých a slovenských vězeňských služeb i celních správ. Kromě moderní techniky projížděl na ploše mošnovského letiště jediný dochovaný provozuschopný československý meziválečný tank LT vz. 35.
Jen v sobotu se tohoto ročníku Dnů NATO zúčastnilo 54 000 návštěvníků.

### 2014
V roce 2014 došlo na Dnech NATO k prvnímu evropskému představení konvertoplánu CV-22B Osprey amerických speciálních sil, akce se účastnily turecké letouny RF-4E Phantom a byl uspořádán společný průlet tří generací strojů švédské provenience Draken, Viggen a Gripen. Dále se představily tři F-16 demo teamy – nizozemský, dánský a řecký, a v premiérovém vystoupení také pilot finské F-18. O část programu se starali členové dětské hasičské přípravky Lvíčátka z Klimkovic. Vůbec poprvé show navštívil také vrchní velitel ozbrojených sil České republiky, prezident republiky, Miloš Zeman.
Ročník 2014 byl prvním, kde větší prostor k prezentaci než obvykle dostal vybraný partnerský stát. První takto prezentovanou zemí bylo Polsko s celkem 13 typy techniky. K vidění byla řada letounů z výzbroje letectva i námořnictva, mimo jiné všechny druhy polských nadzvukových letounů, a dále pozemní technika armády a speciálních sil, mezi níž také tank Leopard. Tradičně se prezentovala též polská pohraniční stráž, jež byla za dlouhodobou spolupráci oceněna stuhou České euro-atlantické rady.

### 2015
Rok 2015 se nesl ve znamení přehlídky obřích letounů. Mezi ně patřil nizozemský tanker KDC-10 nebo americký bombardér  B-52H, který se na mošnovské letiště vrátil po třech letech. Dále se představil C-17 Globemaster III v barvách Strategic Airlift Capability, jejž zajistilo Švédsko, které bylo vybraným partnerským státem pro rok 2015. Opět se akce účastnil konvertoplán CV-22B Osprey, a veřejnou premiéru měl demonstrátor L-39NG.
Součástí prezentace Švédska byl společný rozlet kvarteta švédských historických letounů Tunnan, Saab 105, Draken a Viggen s českým Gripenem.
Dnů NATO se poprvé zúčastnilo Jordánsko a jeho příslušnice ženské zásahové jednotky jordánské armády, které se představily ve společné akci s českými výsadkáři. Do Ostravy dorazil i švédský ministr obrany, Peter Hultqvist, Severoatlantickou alianci pak zastupoval její doposud nejvyšší představitel, předseda Vojenského výboru NATO arm. gen. Petr Pavel.

### 2016
Vybraným partnerským státem 15. ročníku Dnů NATO bylo Německo. Na přehlídce byla k vidění skupinová akrobacie v podání italských Frecce Tricolori, umění francouzského pilota se strojem Rafale, švýcarského F/A-18, rumunského MiG-21 či letounů Eurofighter Typhoon pěti států, které se potkaly vůbec poprvé na jedné akci a z nichž tři uzavřely program společným průletem.
V rámci statických ukázek byly předvedeny dva strategické bombardéry amerického letectva - B-52 Stratofortress a premiérově B-1B Lancer, dva protiponorkové letouny P-3C Orion (německého a norského letectva), alianční letoun systému včasného varování E-3A a  německý transportní letoun A-400M Atlas. Součástí byla také přehlídka dvaceti vrtulníků, - amerického Apache, německých Tigera a NH-90 či litevského AS365, naposledy také Bo-105 německé armády a potřetí v řadě konvertoplán CV-22B Osprey.
Do společné ukázky Armády ČR byl zapojen i tank Leopard 2 a obrněné vozidlo Bergepanzer. Polsko kromě průřezu svým letectvem a civilními jednotkami poprvé na Mošnově předvedlo i svou jednotku speciálních sil Agat.
Podle odhadů byla sobotní návštěva 45 tisíc a nedělní 135 tisíc diváků.

### 2017
Poprvé v historii akce se na Letišti Leoše Janáčka Ostrava představily tři mimoevropské země (USA, Kanada, Saúdská Arábie), poprvé rovněž tři země – kromě České republiky – představily svou pozemní vojenskou techniku (Německo, Polsko, Slovensko). Počasí neumožnilo premiérové vystoupení saúdskoarabské skupiny Saudi Hawks, která se tak představila pouze při mimořádném pondělním cvičném letu. Uskutečnila se ale vystoupení italského a rakouského stíhacího letounu Eurofighter Typhoon, slovinského letounu PC-9M Hudournik či italského dopravního letounu C-27J Spartan.
Na statickou ukázku se po roce vrátily americké bombardéry B-1B Lancer a B-52 Stratofortress, premiérově mohli diváci zhlédnout kanadský stíhací letoun CF-18 Hornet či turecký letoun včasné výstrahy E-7T Peace Eagle. Mezi vystavenou pozemní technikou byla německá obrněná vozidla Puma a Lynx, ASCOD s bezosádkovou zbraňovou stanicí SAMSON Mk II, slovenský CORSAC či polský Oshkosh.
Roli speciálního partnerského státu získalo Slovensko, které kromě rozsáhlé prezentace vojenské letecké i pozemní techniky představilo i své policejní a celní jednotky. V premiéře mohli návštěvníci vidět nový víceúčelový vrtulník UH-60M Black Hawk či dopravní letoun Fokker 100, v akci pak vystoupení stíhacího letounu MiG-29. Součástí slovenské účasti bylo taktéž poslední veřejné vystoupení letounu Tu-154 vládní letky, když podnikl průlet ve společnosti letounu Airbus A319 ze stejného útvaru.

### 2018

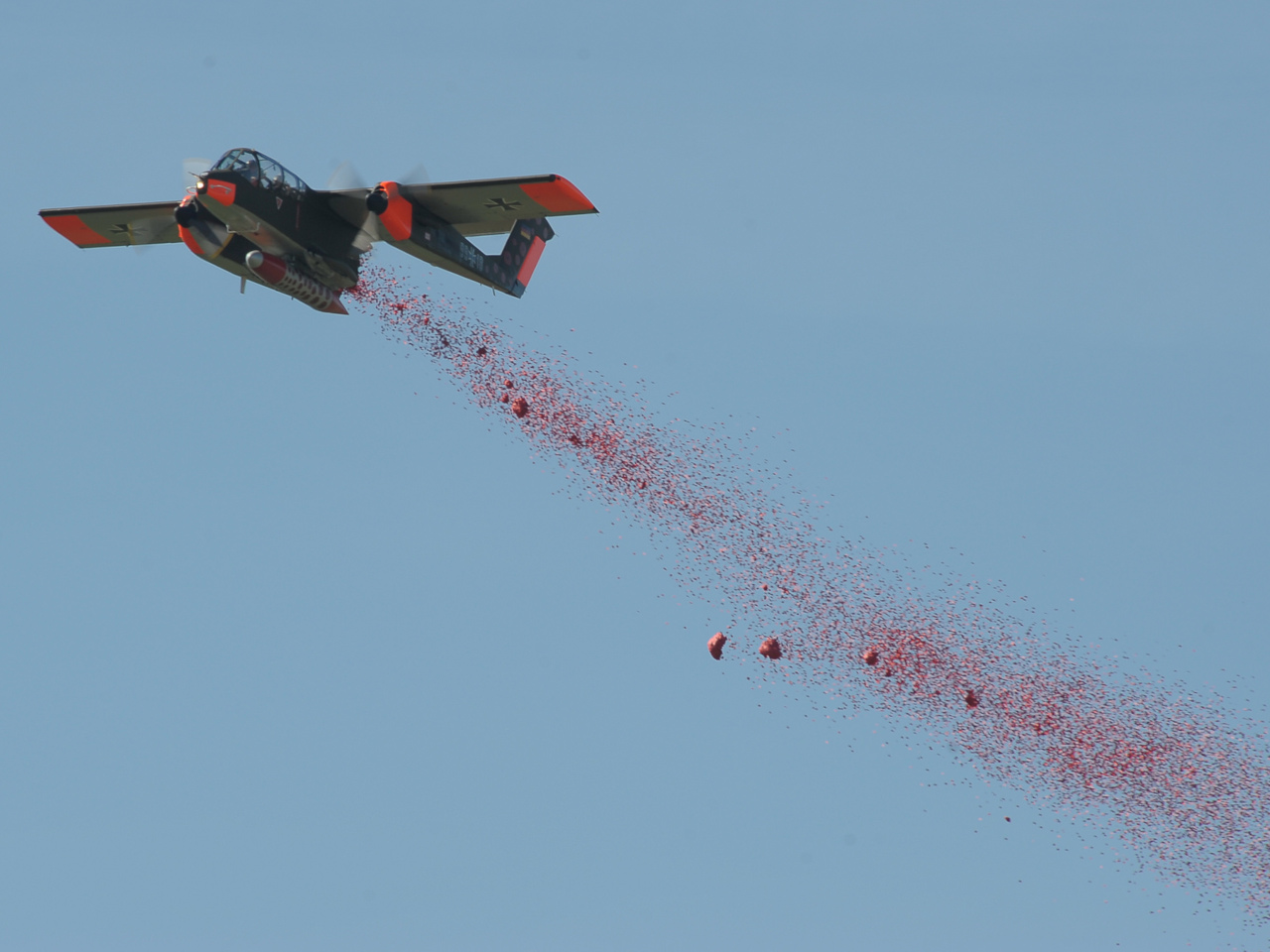
Shoz vlčích máků, 2018

Výročí 100 let od vzniku samostatného Československa a jeho ozbrojených sil byl uzpůsoben i program Dnů NATO v Ostravě & Dnů Vzdušných sil AČR. Výročí se promítlo do prezentací českých účastníků, jež se zaměřovaly na historii jednotek, do účasti historické techniky spjaté s českou a československou armádou, ale především do průletu více než 20 strojů, který představoval vývoj našeho letectva a který byl zakončen shozem symbolických vlčích máků na památku obětí válečných konfliktů.
Role speciálního partnerského státu se ujaly Spojené státy, které poprvé na akci představily svou obrněnou techniku v podání tanku M1 Abrams a vozidla M2 Bradley. Armáda představila rovněž bitevní vrtulníky AH-64 Apache, americké letectvo pak bylo zastoupeno strategickým bombardérem B-52, stíhačkami F-16 či tankerem KC-135 a letounem C-17, který na premiéru na mošnovském letišti dopravil  vrtulník UH-1Y Venom americké námořní pěchoty.
Tři státy tak na akci prezentovaly svou pozemní obrněnou techniku – kromě USA i Německo a Polsko, svá vystoupení předvedly dvě premiérové akrobatické skupiny – chorvatská Křídla bouře a polské Červeno-bílé hvězdy, a program obou dnů pak uzavíral průlet v podání strojů J32 Lansen, AJS37 Viggen a SK 35 Draken Švédské historické letky v doprovodu dánské F-16 a finské F-18. Před akcí se na mošnovském letišti ukázal i obří letoun An-124 Ruslan, jímž firma Rheinmetall nechala dopravit na svou prezentaci bojové vozidlo pěchoty Lynx.

### 2019
V roce 2019 se vůbec poprvé na jednom ročníku představily hned tři akrobatické skupiny. Francouzskou Patrouille de France doplnila finská skupina Midnight Hawks a švýcarský PC-7 Team, který provedl průlet s letounem F/A-18 Hornet. Mezi letovými ukázkami bylo společné vystoupení leteckého akrobata Martina Šonky na závodním speciálu Extra 300 a kpt. Ivo Kardoše na JAS-39 Gripen českého letectva.
Rumunsko v roli partnerského státu pro rok 2019 prezentovalo kromě obrněné a letecké techniky také své záchranářské jednotky. Pozemní síly byly zastoupeny vozidly Piranha III, Flakpanzer Gepard a  tankem TR-85M1, jenž mohli návštěvníci vidět ve společné ukázce s Armádou ČR. Letectvo předvedlo své schopnosti  hned ve třech dynamických ukázkách stíhače MiG-21, cvičného letounu IAR-99 Soim nebo vrtulníku IAR 330 Puma. Všechny stroje byly také vystaveny na statické ukázce, kde je doplnil dopravní C-27J Spartan.
Staticky byl vystaven americký bombardér B-52 Stratofortress, tankovací letoun KC-135 a C-5M Super Galaxy, jenž se na Dnech NATO představil vůbec poprvé a jenž na první účast na akci dopravil dvojici amerických vrtulníků UH-1Y Venom a AH-1Z Viper. Svou světovou veřejnou premiéru si na mošnovském letišti odbyl i nejnovější letoun z české produkce - L-39NG.

### 2020

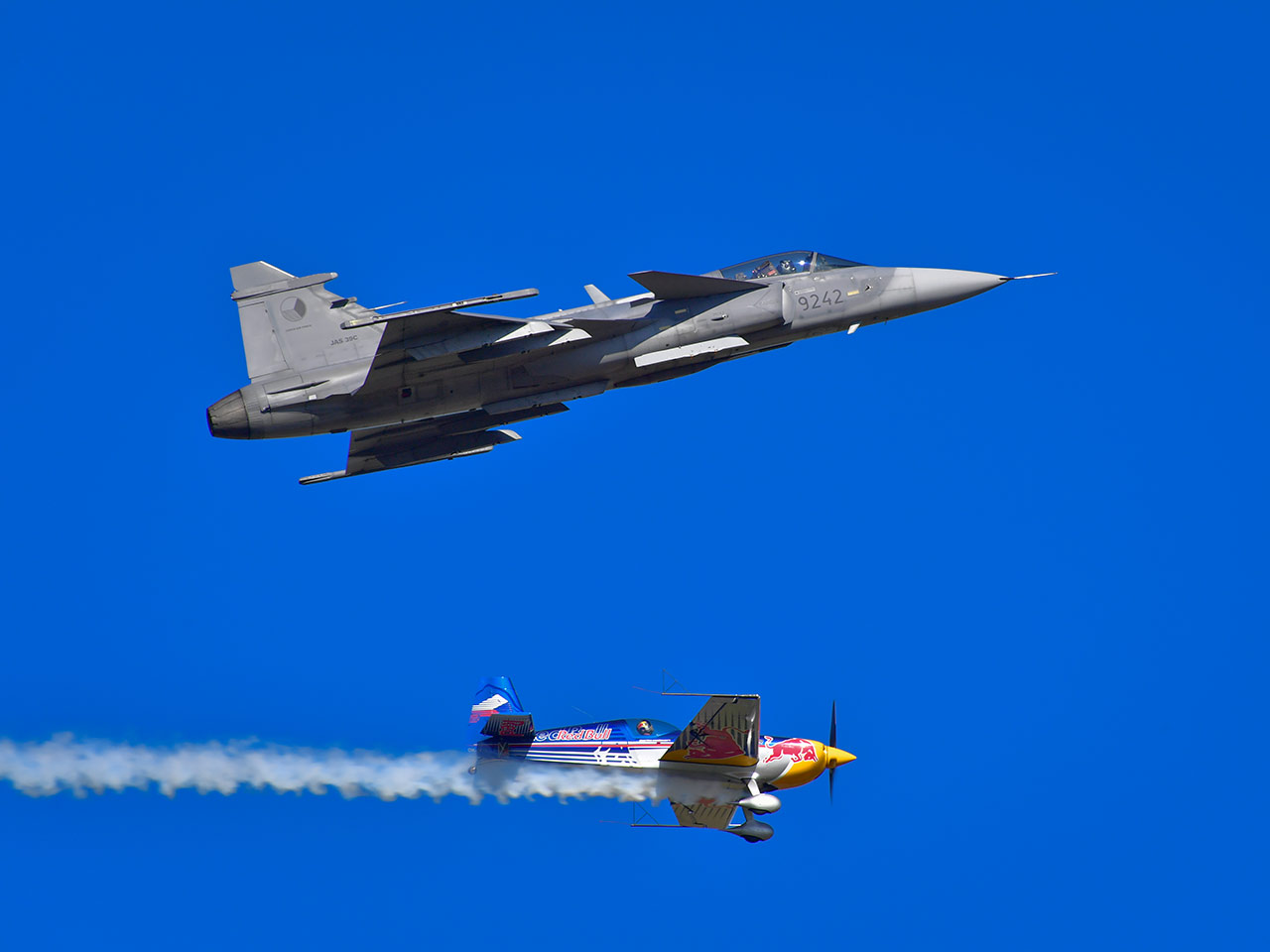
Extra 300 a Gripen, 2019

Jubilejní dvacátý ročník Dnů NATO v Ostravě & Dnů Vzdušných sil AČR se kvůli koronavirové krizi odehrál bez návštěvníků, probíhal ale přímý přenos v České televizi a na sociálních sítích. Přesto areál na Letišti Leoše Janáčka Ostrava nezůstal zcela prázdný, každý den mohlo akci sledovat na tisíc příslušníků Integrovaného záchranného systému a dalších složek. Tyto jednotky se také podílely na prezentacích Armády ČR, Policie ČR, Vězeňské služby ČR či Celní správy ČR.
Dny NATO 2020 připomněly tři výročí. Prvním bylo výročí 15 let od zavedení letounů JAS-39 Gripen do výzbroje Vzdušných sil AČR, které připomněl společný průlet českých, švédských a maďarských Gripenů a společné vystoupení leteckého akrobata Martina Šonky na závodním speciálu Extra 300 a maj. Iva Kardoše právě s letounem JAS-39 Gripen. Své 20. výročí oslavily také letouny L-159 ALCA, jenž v šestičlenné formaci předvedly průlet nad Letištěm Leoše Janáčka v Ostravě. Posledním výročím bylo výročí 75 let od konce druhé světové války, které pak připomenula rekonstrukce bitvy z Ostravsko-opavské operace se zapojením historické techniky.
Symbolicky měl působit průlet „Stronger Together“, který za účasti amerických letounů F-16 či KC-135 Stratotanker odkazoval na spojenecké odhodlání a závazky. V akci byl k vidění nákladní letoun A400M, jenž kromě samostatné ukázky představil s českými Gripeny i simulaci tankování za letu. Naopak své poslední vystoupení předvedl letoun Saab 105 rakouského letectva, které tyto stroje vyřazuje ze služby.

### 2021

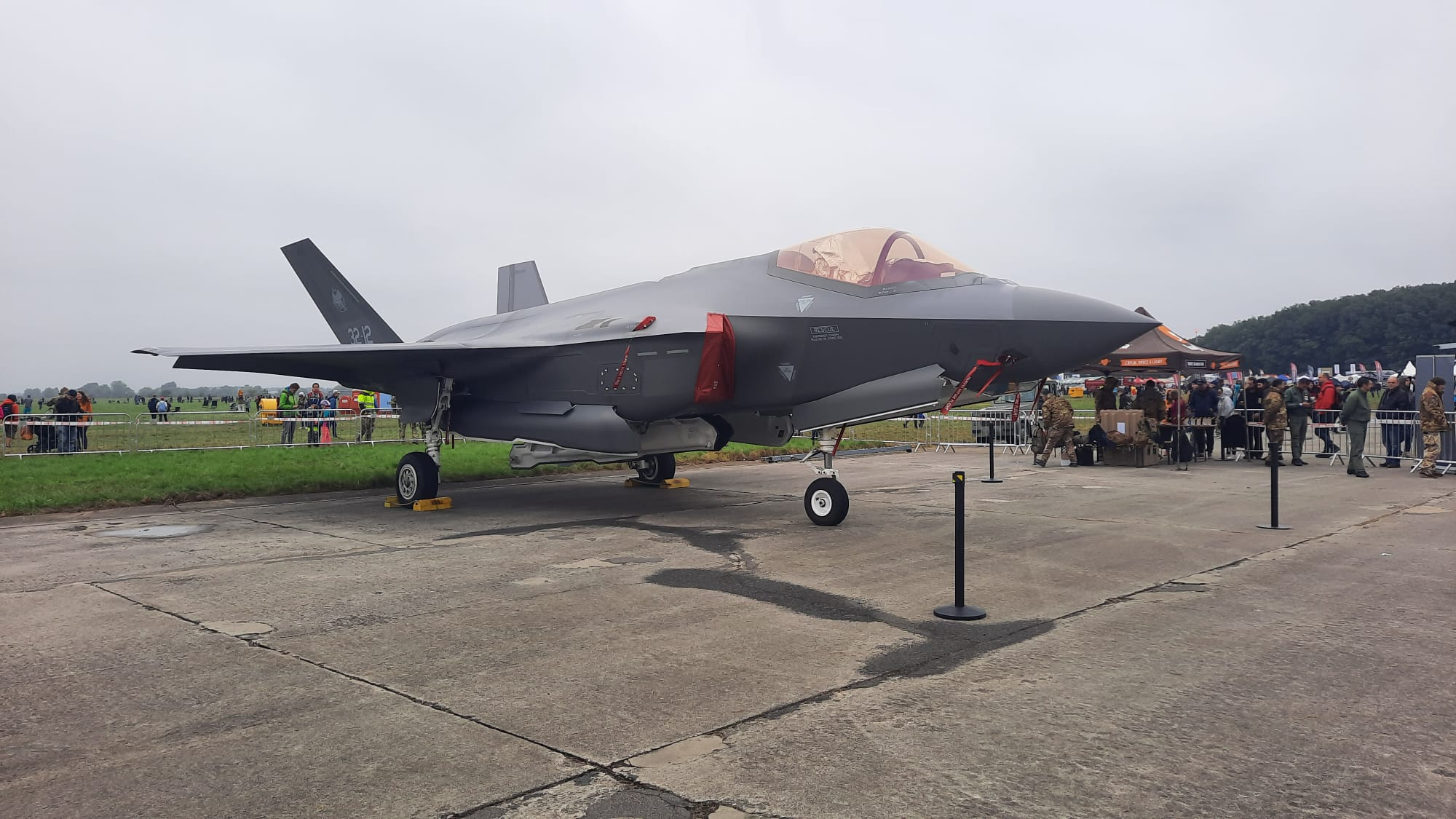
Italská stíhačka F-35A Lightning II

Kvůli epidemii koronaviru byl ročník 2021 omezen na vstup 40 000 návštěvníků denně (40 000 v sobotu a 40 000 v neděli). Návštěvníci si museli v předstihu koupit vstupenky, aby se do areálu dostali. Při vstupu také návštěvníci museli prokázat svoji bezinfekčnost covidpassem - potvrzením o absolvování testu, potvrzením o očkování, nebo potvrzením o prodělání nemoci v posledních 180 dnech. 
Na zemi bylo k vidění přes 80 letounů a desítky vozidel. Byla ukázána stíhačka F-35 Lightning II a vůbec poprvé byl na veřejné ukázce bezpilotní dron MQ-9 Reaper. Ve vzduchu pak byli vrtulníky Mi-24 a Mi-171, švédské stíhací letouny Lansen, Draken, Viggen a Gripen a britský C-47 Dakota. Byl ukázán nový letoun L-39NG a Eurofighter Typhoon. Ukázal se také konvertoplán V-22 Osprey.

### 2022
V roce 2022 byly pandemické opatření zrušeny a akce se konala v režimu jako před rokem 2020. Poprvé se ji zúčastnilo i letectvo Brazílie. Nejspíš naposledy se ukázaly bitevní vrtulníky české armády Mi-24. V dynamických ukázkách mohli návštěvníci vidět například letoun JAS-39 Gripen ve verzi E, který se veřejnosti ve střední Evropě prezetoval úplně poprvé. Dále byly v dynamických ukázkách k vidění mimo jiné i Eurofighter Typhoon rakouského letectva, polský taktický výsadek HALO, belgickou F-16 Dream Viper s pilotem kpt. Stevenem "Vrieske" de Vriesem, finský letoun F/A-18 Hornet nebo švýcarskou akrobatickou skupinu Patrouille Suisse. Aero Vodochody ve vzduchu ukázaly cvičný letoun L-39NG. Tahákem programu byl průlet F-35 lightning II z Nizozemí. Nechyběli ukázky německého vrtulníku NH90 a vrtulníku UH-60M Black Hawk slovenského letectva a další. Německý letoun A-400M a české Gripeny předvedly simulaci tankování za letu.
Poslední dva jmenované si návštěvníci mohli prohlédnout i na statice. Tradičně byl k vidění i bombardér B-52, dále turecké F-4E Phantom, brazilský přepravní letoun Embraer C-390 Millennium, německý letoun Panavia Tornado, kanadský CF-18 Hornet, litevská An-2 "Andula" nebo obří letouny letectva Spojených států C-5M Super Galaxy, C-17 Globemaster III a KC-135 Stratotanker. Tyto letouny doplnily statické ukázky dronu MQ-9 Reaper a vrtulníků AH-64 D Apache, AH-1 Viper a UH-1 Venom. Kromě dalších letounů byla na statických ukázkách k vidění i pozemní technika. Návštěvníci mohli usednout do kokpitů maket letounů JAS-39 Gripen E společnosti Saab a F-35 Lighting II společnosti Lockeed Martin. Makety byly v měřítku 1:1. 
Chorvatská skupina Krila Oluje (Křídla bouře) musela svou účast na poslední chvíli odvolat kvůli nepřízni počasí. Původně slíbená účast RAF Britského královského letectva s Typhoon Display Teamem byla odvolána z důvodu státního smutku, který byl vyhlášen po úmrtí královny Alžběty II. 
Program byl bohatý i na pozemní dynamické ukázky v podaní Hradní stráže, Celní správy Česka, Polska a Slovenska, Cizinecké policie, Městské policie Ostrava a útvarů Armády ČR. Zlatým hřebem programu obou dnů byl Welcome to NATO průlet - symbolické přivítání Finska a Švédska jako nastávajících členů Severoatlantické aliance. Formace se účastnily letouny JAS-39 Gripen maďarského letectva, F-16 belgického letectva, F/A-18 Hornet finského letectva, a JAS-39 Gripen E švédské společnosti Saab. V sobotu se k nim připojily i české Gripeny. I přes chladné a sychravé počasí akci navštívilo 110 000 lidí, z toho 85 000 v sobotu.

### 2024
V roce 2024 byly Dny NATO zrušeny z důvodu povodně.

## Rádio
Na akci je provozováno dočasné FM rozhlasové informační vysílání s názvem Rádio Dny NATO. Je registrováno jako další vysílač Radia Čas, např. v roce 2023 na frekvenci 95,2 MHz, s deklarovaným výkonem 1 W; nebo na frekvenci 91,8 MHz v roce 2020.